# Payanini Center
Le Payanini Center est un complexe sportif situé à Vérone, en Italie.
Principalement dédié à la pratique du rugby à XV, il accueille également des activités liées au football américain et au football.

## Historique
Construit en 2018, le complexe appartient au Verona Rugby (it), qui en a fait son siège et son centre d'entraînement principal.
L'installation est conçue par BRN Engineering pour répondre aux besoins d'un club-house moderne et de terrains homologués pour la compétition. L'inauguration officielle a lieu le 25 octobre 2018, en présence de représentants de la Fédération italienne de rugby à XV et d'invités de marque. Le premier match officiel est un affrontement du Championnat d'Italie de rugby à XV entre le Verona Rugby et le Polisportiva SS Lazio Rugby 1927.[réf. nécessaire]

## Installations
Le Payanini Center comprend :
- une tribune unique de 2 500 places, dont 850 sont couvertes ;
- trois terrains homologués pour la compétition ;
- deux terrains d'entraînement en extérieur ;
- un terrain synthétique couvert.

Outre le rugby à XV, le centre accueille aussi les entraînements de clubs de football locaux, dont le Chievo, ainsi que les Redskins Verona (it), équipe de football américain.

## Matchs internationaux
Le Payanini Center accueille un test match international le 7 novembre 2021, déplacé depuis Bucarest pour raisons sanitaires liées à la pandémie de Covid-19. Il oppose la Roumanie à l'Uruguay, avec une victoire roumaine (29-14).
En 2022, le complexe accueille des matchs des Six Nations Summer Series des moins de 20 ans,.